# Liste von Reformatoren mit monastischem Hintergrund
Die Liste von Reformatoren mit monastischem Hintergrund erfasst Persönlichkeiten, die in der Reformation des 16. Jahrhunderts aktiv hervortraten und zuvor einem Orden angehörten oder in einem Kloster wirkten. Martin Luther selbst war Augustiner-Eremit. „Mönchtum und Universität, die beiden dynamischsten Institutionen Lateineuropas, haben Luther zutiefst geprägt; ohne sie hätte es seine Reformation nicht gegeben.“

## Klosteraustritte
Während seines Wartburgaufenthalts 1521 schrieb Luther grundsätzliche Überlegungen zu Mönchsgelübden und Klöstern nieder. So weit sie Orte der Werkgerechtigkeit seien, solle man Klöster ganz zerstören. Doch falls das Mönchsleben in Freiheit gewählt werde, sei es eine für Christen mögliche Option. In diesem Sinn reformierte Klöster könne es geben. Ob Zerstörung bestehender Klöster oder deren Weiterführung in reformatorischem Sinn, der Bruch mit der Tradition des mittelalterlichen Mönchtums war aus Luthers Sicht unvermeidlich. Die Lektüre seiner Schrift De votis monasticis iudicium war für viele Mönche und Nonnen der Anlass, ihr Kloster zu verlassen. Einige von ihnen verfassten einen persönlichen Rechenschaftsbericht über diese Entscheidung, und diese Texte gingen teilweise in Wittenberg in den Druck.

## Vom Mönch zum evangelischen Pfarrer
Nach dem Klosteraustritt stellte sich die Frage, wovon der Lebensunterhalt bestritten werden konnte. Für die Landgrafschaft Hessen weist Johannes Schilling nach, dass zahlreiche ehemaligen Mönche ein Gemeindepfarramt ausübten. Die Klostervergangenheit qualifizierte sie nicht automatisch dafür, vielmehr wurden die Interessenten der ersten Generation von Adam Krafft auf ihre Eignung überprüft. Das Thüringische Pfarrerbuch ergibt hinsichtlich der Herkunft aus Orden folgende Verteilung: 15 Augustiner-Eremiten, 9 Benediktiner, 8 Franziskaner, 4 Dominikaner, 3 Zisterzienser, 3 Wilhelmiten, 2 Kartäuser, 2 Karmeliten, 3 Deutschherren, ein Servit. Das heißt, unter den lutherischen Thüringer Pfarrern waren ehemalige Mönche eine Minderheit. Eine weitere Option war die Tätigkeit als Schulmeister, die aber in den Quellen weit schlechter fassbar ist. „Abgesehen von den ganz wenigen, die ihre Entscheidung gegen das Klosterleben wortreich zu begründen vermochten, und der schon etwas größeren Zahl jener Mönche, die in den lutherischen Pfarrerstand eintraten, verliert sich die Spur der meisten Mönche, und das gilt in noch stärkerem Maße für die Nonnen.“

## Namensliste
Ungefähre Geburtsdaten sind kursiv.
| Bild | Name                                 | Geburtsjahr | Orden                               | Bemerkungen |
| ---- | ------------------------------------ | ----------- | ----------------------------------- | --- |
|      | Johannes Aepinus                     | 1499        | Prämonstratenser                    | 1517 Eintritt ins Kloster Belbuck in Hinterpommern, ab 1518 Studium in Wittenberg. |
|      | Ludwig Agricola                      | 1508        | Augustiner-Eremit                   | |
|      | Stephan Agricola                     | 1491        | Augustiner-Eremit                   | Konventuale in Regensburg und Rattenberg, 1522 wegen reformatorischer Ansichten in Haft, später Pfarrer in Eisleben. |
|      | Franz Alard                          | 1525        | Dominikaner                         | |
|      | Franz Baring                         | 1522        | Karmelit                            | |
|      | Robert Barnes                        | 1495        | Augustiner-Eremit                   | Nach dem Studium in Louvain Mitte der 1520er Jahre nach Cambridge zurückgekehrt und Prior des dortigen Augustinerklosters. Nach Kritik am Klerus im Stil des Erasmus von Rotterdam musste er 1526 als vermeintlicher Lutheraner öffentlich Buße tun und war im Londoner, ab 1528 im Northamptoner Augustinerkloster inhaftiert. Er täuschte einen Selbstmord vor und floh über Antwerpen nach Wittenberg. |
|      | Jakob Baumann                        | 1491        | Zisterzienser                       | Letzter Abt des Klosters Dargun; nach dessen Aufhebung 1552 Pfarrer in Röcknitz. |
|      | Ambrosius Blarer                     | 1492        | Benediktiner                        | 1505 Immatrikulation an der Universität Tübingen, danach Eintritt ins Kloster Alpirsbach (Profess um 1510) und Fortsetzung des Tübinger Studiums. Spätestens 1521 Prior in Alpirsbach. Am 5. Juli 1522 Flucht aus dem Kloster, in einer Flugschrift von ihm begründet. |
|      | Thomas Borchwede                     |             | Dominikaner                         | Von seinem Orden 1530 nach Soest versetzt, schlug er 1531 am städtischen Pranger ein Spottgedicht gegen den Ablass an und initiierte so die Reformation in Soest. |
|      | Pierre Bouquin                       | 1512        | Karmelit                            | nach Promotion in Bourges 1539 in den Karmel eingetreten, dort Prior; 1541 über Basel nach Wittenberg geflohen. |
|      | Johann Briesmann                     | 1488        | Franziskaner                        | Verfasste eine Apologie seines Austritts aus dem Franziskanerkloster in Cottbus. |
|      | Eberhard Brisger                     | 1490        | Augustiner-Eremit                   | Letzter Prior des Wittenberger Klosters. |
|      | Otto Brunfels                        | 1488        | Kartäuser                           | |
|      | Pierre Brully                        | 1518        | Dominikaner                         | |
|      | Martin Bucer                         | 1491        | Dominikaner                         | 1507 Eintritt ins Dominikanerkloster von Sélestat, 1508 Profess, um 1516 Priesterweihe; ab 1517 Generalstudium des Ordens in Heidelberg. Die Freisprechung von den Ordensgelübden wurde ihm auf eigenen Wunsch am 21. April 1521 gewährt, danach Weltpriester. |
|      | Heinrich Bullinger                   | 1504        | Zisterzienser (kein Ordensmitglied) | Von 1523 bis 1529 Lehrer im Zisterzienserkloster Kappel am Albis; keine Beteiligung am mönchischen Leben, weil er schon Anhänger der Reformation war; brachte den gesamten Konvent zum Anschluss an die Reformation; enger Mitarbeiter und von 1531 bis zu seinem Tod 1575 Nachfolger Zwinglis als Antistes in Zürich                                                                                     |
|      | Adrian Buxschott                     | 1493        | Augustiner-Eremit                   | Augustiner aus Antwerpen, Reformator in den Grafschaften Hoya und Lippe. |
|      | Antonius Corvinus                    | 1501        | Zisterzienser                       | 1523 als Anhänger Luthers aus dem Kloster Riddagshausen entlassen. |
|      | Miles Coverdale                      | 1488        | Augustiner-Eremit                   | Mönch im Augustinerkloster Cambridge, während Robert Barnes dort Prior war; er begleitete Barnes 1526 zu dessen Verhör nach London. Im Frühjahr 1528 verließ er das Kloster und predigte als Weltpriester gegen die Transsubstantiation; zum Jahresende floh er nach Kontinentaleuropa. |
|      | Wolfgang Dachstein                   | 1487        | Dominikaner                         | |
|      | Petrus Dathenus                      | 1531        | Karmelit                            | Karmelitischer Ordensbruder aus Ypern, 1550 als Anhänger der Reformation Flucht nach England, als „notorischer Vagant und konfessioneller Wandermissionar“ danach u. a. in Frankfurt am Main, der Pfalz, Husum, Stade, Danzig und Elbing. |
|      | Marie Dentière                       | 1495        | Augustiner-Chorfrau                 | Priorin des Klosters Saint-Nicolas-des-Prés de Tournai; Klosteraustritt und Heirat, 1524 in Straßburg, ab 1535 in Genf. Verfasserin reformatorischer Schriften unter Pseudonym. |
|      | Matthias Devai                       | 1500        | Franziskaner                        | Nach Studium in Krakau 1526 Eintritt in den Franziskanerorden. Ab 1529 in Wittenberg. |
|      | Michael Diller                       |             | Augustiner-Eremit                   | Ab 1529 Prior des Augustinerklosters in Speyer; wegen seiner reformatorischen Predigt 1540 zum Stadtpfarrer berufen; später reformator in Pfalz-Neuburg und Heidelberg. |
|      | Johannes Dreyer                      | 1500        | Augustiner-Eremit                   | |
|      | Johann Eberlin von Günzburg          | 1465        | Franziskaner                        | Als Franziskaner-Observant in den Klöstern Heilbronn, Tübingen, Basel und Ulm; ab 1522 in Wittenberg. |
|      | Johannes van Esschen (Jan von Essen) | 1485        | Augustiner-Eremit                   | Am 1. Juli 1523 als Häretiker in Brüssel auf dem Scheiterhaufen hingerichtet. |
|      | Johannes Fritzhans                   | 1480        | Franziskaner                        | Verfasste eine Apologie seines Austritts aus dem Magdeburger Franziskanerkloster. |
|      | Johannes Frosch                      | 1485        | Karmelit                            | |
|      | Thomas Geierfalk                     |             | Augustiner-Eremit                   | Einer der ersten Anhänger der Reformation in Basel. |
|      | Martin Glaser                        |             | Augustiner-Eremit                   | Prior des Augustinerklosters Ramsau, später Pfarrer in Hiltpoltstein. |
|      | Augustin Gschmus                     | 1490        | Augustiner-Eremit                   | Reformator in Mülhausen. |
|      | Caspar Güttel                        | 1471        | Augustiner-Eremit                   | Aus dem Augustinerkloster in Neustadt an der Orla; nach dessen Auflösung Prediger in Eisleben. |
|      | Albert Hardenberg                    | 1510        | Bernhardiner                        | 1527 Eintritt ins Kloster Aduard. 1530 zum Studium nach Leuven entsandt, wo er mit reformatorischen Ideen in Kontakt kam. |
|      | Gerhard Hecker                       | 1465        | Augustiner-Eremit                   | Sächsisch-thüringischer Provinzial der Augustinereremiten, die nicht der Reformkongregation angeschlossen waren. Soll 1521 im Augustinerkloster Osnabrück evangelisch gepredigt haben. |
|      | Poul Helgesen                        | 1485        | Karmelit                            | Humanist, ab 1519 Dozent in Kopenhagen; seine Kritik der römisch-katholischen Kirche beeinflusste die dänischen Reformatoren; wandte sich aber ab 1530 immer entschiedener gegen die lutherische Reformation. |
|      | Augustin Himmel                      | 1486        | Augustiner-Eremit                   | Augustiner in Köln, ab 1525 Pfarrer in Wittenberg, zuletzt Superintendent in Altenburg. |
|      | Friedrich Hüventhal                  |             | Dominikaner                         | Angeblich aus dem Dominikanerkloster Rostock (dort aber nicht nachweisbar), 1529 als Reformator in Göttingen. |
|      | Hartmann Ibach                       | 1487        | Deutschordensbruder, Franziskaner   | 1505 Eintritt in das Deutsche Haus zu Marburg; 1516 Wechsel in das Marburger Kloster der Franziskaner-Observanten. Das gesamte väterliche Erbe musste von der Familie für Ibachs Klosteraufenthalte aufgewandt werden. Um 1521 verließ er das Kloster und lebte als Wanderprediger. |
|      | Stephan Kempe                        |             | Franziskaner                        | |
|      | Heinrich von Kettenbach              |             | Franziskaner                        | |
|      | Georg Koberer                        | 1480        | Kartäuser                           | 1521–25 Prior der Würzburger Kartause Engelgarten, vom Generalkapitel des Ordens 1525 nach Nürnberg versetzt, wo er Blasius Stöckl ablösen sollte. Koberer war aber bereits in seiner Würzburger Zeit an Lutherschriften interessiert und schloss sich in Nürnberg der Reformation an. 1533 Theologischer Experte des Nürnberger Rats.                                                                    |
|      | Franz Kolb                           | 1465        | Kartäuser                           | 1512 bis 1522 in der Kartause Nürnberg, dort Zuwendung zur Reformation; ab 1527 einer der Führer der Reformation in Bern. |
|      | Gallus Korn                          |             | Dominikaner                         | Nürnberger Dominikaner, wegen kritischer Predigten 1522 von den Ordensoberen mit Predigtverbot belegt. Danach Austritt und Abfassung einer lateinischen Rechtfertigungsschrift für diesen Schritt – die erste derartige Apologie, die in deutscher Übersetzung gedruckt erschien. Weitere Biografie unbekannt.                                                                                            |
|      | Gottschalk Kropp                     |             | Augustiner-Eremit                   | 1529 als Pfarrer und Superintendent in Einbeck. |
|      | Gottschalk Kruse                     | 1499        | Benediktiner                        | Verfasste eine Apologie seines Austritts aus dem Braunschweiger Aegidienkloster. |
|      | Peter Kunz                           | 1480        | Augustiner-Chorherr                 | Ab 1517 Pfarrer im Niedersimmental, wo er seine Gemeinde schon vor der Reformation im Kanton Bern zu einer evangelischen machte; 1536 Prädikant am Berner Münster. |
|      | Johannes Kymaeus                     | 1498        | Franziskaner                        | Seit 1508 im Franziskanerkloster Fulda, durch die Predigten von Adam Krafft um 1527 für die Reformation gewonnen; Visitator, Mitverfasser der Hessischen Kirchenzuchtordnung, Teilnehmer am Regensburger Religionsgespräch. |
|      | Franz Lambert von Avignon            | 1487        | Franziskaner                        | 1502 Eintritt in das Kloster der Franziskaner-Observanten zu Avignon, 1503 Profess, danach Wanderprediger im Auftrag des Ordens, 1522 in Zürich (Disputation mit Huldrych Zwingli), danach in Wittenberg. |
|      | Johann Lange (Johannes Lang)         | 1487        | Augustiner-Eremit                   | 1505/06 Eintritt in das Augustinerkloster seiner Heimatstadt Erfurt, 1508 Priesterweihe; 1511 gemeinsam mit Luther nach Wittenberg versetzt, 1516 wieder in Erfurt und dort Prior, 1519 Professor für Griechisch; 1518–1520 Distriktsvikar für Thüringen und Meißen; Anfang 1522 Austritt aus dem Kloster und Aufgabe der Professur.                                                                      |
|      | Johannes Lening                      | 1491        | Kartäuser                           | Nach Studium in Erfurt Tätigkeit als Schulmeister; 1514 Eintritt in die Kartause Eppenberg, dort Prior. Verfasste 1527 nach landesherrlichen Vorgaben einen Verzichtsbrief, worin er seinen Klosteraustritt erklärte und eine Abfindung erhielt. Ab 1528 Pfarrer in Melsungen. |
|      | Clemens Leusser                      | 1518        | Zisterzienser                       | 1533 Eintritt ins Kloster Bronnbach, Profess 1535, 1548 zum Abt gewählt, führte 1552 im Kloster die Reformation ein, seit 1553 Abendmahl unter beiderlei Gestalt und Aufnahme von Klosterschülern zur Ausbildung als evangelische Prediger; 1560 auf bischöflichen Druck zurückgetreten und abgefunden, danach im Dienst des Grafen von Wertheim.                                                         |
|      | Wenzeslaus Linck                     | 1483        | Augustiner-Eremit                   | 1520 Generalvikar der Observantenkongregation in Deutschland (OESA), enger Mitarbeiter Luthers, 1522 evangelischer Prädikant in Altenburg, 1523 Heirat. |
|      | Johann Lonitzer                      | 1498        | Augustiner-Eremit                   | Konventuale in Esslingen; Professor für Altes Testament an der Universität Marburg. |
|      | Petrus Lotichius                     | 1501        | Benediktiner                        | 1517 Eintritt ins Kloster Schlüchtern; ab 1534 Abt; schloss sich 1543 mit dem gesamten Konvent der Reformation an. |
|      | Johannes Lüthard                     | 1490        | Franziskaner                        | Franziskaner-Observant in Luzern und Basel, dort Mitarbeiter des Guardians und Lesemeisters Konrad Pellikans. |
|      | Martin Luther                        | 1483        | Augustiner-Eremit                   | Eintritt ins Erfurter Kloster der Augustiner-Eremiten am 17. Juli 1505, Profess 1506, Priesterweihe, Primiz 2. Juni 1507. Seit 1511 im Wittenberger Kloster des Ordens, seit 1512 Bibelprofessur an der dortigen Universität. 1515 Distriktsvikar für Thüringen und Meißen. |
|      | Johann Machabeus (John Macalpin)     | 1500        | Dominikaner                         | |
|      | Agostino Mainardi                    | 1482        | Augustiner-Eremit                   | 1509 Eintritt in den Augustinerorden; 1533 Prior in Pavia, dort und anderswo Predigt im evangelischen Sinn; 1541 Prozess in Mailand, Flucht nach Tirano, ab 1542 Pfarrer in Chiavenna. |
|      | Augustin Marlorat                    | 1506        | Augustiner-Eremit                   | 1524 Eintritt ins Kloster der Augustiner-Eremiten in Bar-le-Duc; ab 1533 Prior in Bourges, dort Zuwendung zur Reformation; 1535 Flucht nach Genf; Pastor in der Schweiz, ab 1559 einer der Führer der Reformierten Kirche in Frankreich; 1562 als Ketzer hingerichtet. |
|      | Dionysius Melander                   | 1486        | Dominikaner                         | |
|      | Giulio da Milano                     | 1504        | Augustiner-Eremit                   | Wegen seiner Predigten in Pavia, Mailand und Triest mehrfach in Untersuchungen verwickelt, aber erst 1541 verhaftet; 1543 Flucht ins Veltlin, dort evangelischer Pfarrer. |
|      | Melchior Miritz                      |             | Augustiner-Eremit                   | 1500 Priesterweihe, 1509 Prior in Wittenberg, später in Köln und Dresden; ab 1523 als Prior in Magdeburg an der Einführung der Reformation beteiligt. |
|      | Giovanni Mollio                      | 1500        | Franziskaner                        | Als Professor in Mailand 1532 Anschluss an die Reformation, aber trotz evangelischer Lehre jahrelang weitgehend unbehelligt; ab 1543 mehrere Gefängnisaufenthalte, 1553 hingerichtet. |
|      | Ursula von Münsterberg               | 1495        | Magdalenerin                        | Verfasste eine Apologie ihres Austritts aus dem Kloster der Magdalenerinnen in Freiberg; der Fall erregte Aufmerksamkeit, da Ursula eine Angehörige des Hochadels war. |
|      | Wolfgang Musculus                    | 1497        | Benediktiner                        | 1512 Eintritt ins Benediktinerkloster Lixheim, Parteigänger Luthers seit 1518, seit 1527 als Reformator in Straßburg, später in Augsburg. |
|      | Friedrich Myconius                   | 1490        | Franziskaner                        | Verfasste eine Apologie seines Austritts aus dem Franziskanerkloster Annaberg. |
|      | Francesco Negri                      | 1500        | Benediktiner                        | Ab 1517 Mönch in Mantua, Padua und Venedig, wo er sich der Reformation anschloss; ab 1529 Übersetzer in Straßburg; ab 1538 Gründer einer evangelischen Gemeinde in Chiavenna, zuletzt als Antitrinitarier in Polen. |
|      | Heinrich Never                       |             | Franziskaner                        | |
|      | Florentina von Oberweimar            | 1506        | Zisterzienserin                     | Verfasste eine Apologie ihres Austritts aus dem Kloster Helfta bei Eisleben; diese wurde von Luther mit einem Vorwort herausgegeben. |
|      | Bernardino Ochino                    | 1487        | Franziskaner, Kapuziner             | Um 1504 Eintritt in den Orden der Franziskaner-Observanten, nach Konflikten 1534 Wechsel in den asketischeren Kapuzinerorden, dort 1538 und 1541 Generalvikar. Aufgeschlossen für reformatorische Ideen, wegen Häresieverdacht 1542 Vorladung vor die Römische Inquisition und Flucht nach Genf. |
|      | Johannes Oekolampad                  | 1482        | Erlöserorden                        | 1520 im Kloster Altomünster. |
|      | Ludwig Oeler                         | 1490        | Kartäuser                           | Um 1520 in der Kartause zu Freiburg im Breisgau, 1522 Predigt gegen einen Barfüßermönch, deshalb Flucht nach Straßburg, hier als Verfasser gereimter deutscher Psalmen. |
|      | Konrad Pellikan                      | 1478        | Franziskaner                        | Nach Studienbeginn 1491 an der Universität Heidelberg 1493 Eintritt ins Franziskanerkloster Rouffach; 1502 Lektor in Basel, Sekretär des Provinzials Kaspar Schatzgeyer und 1519 Guardian in Basel; 1523 Theologieprofessor in Basel, seit 1526 Mitarbeiter an der Zürcher Prophezei. |
|      | Jacobus Propst                       | 1486        | Augustiner-Eremit                   | Konventuale aus Ypern, ab 1519 Prior in Antwerpen; um 1521 Zuwendung zur Reformation in Wittenberg; nach Rückkehr nach Antwerpen 1522 als Ketzer angeklagt; Flucht nach Wittenberg; 1524 Pfarrer und Superintendent in Bremen. |
|      | Hinrich Reese (Heinrich Rees)        |             | Dominikaner                         | Legte 1527 nach einer öffentlichen Disputation im Dominikanerkloster Norden symbolträchtig das Ordenskleid ab und wurde dort evangelischer Pfarrer. |
|      | Casiodoro de Reina                   | 1520        | Hieronymit                          | Mönch in Sevilla, floh 1557 vor der Inquisition zunächst nach Genf, dann nach London; zuletzt in Frankfurt am Main; übersetzte die Bibel ins Spanische. |
|      | William Roy                          |             | Franziskaner                        | |
|      | Simprecht Schenk (Simpert Schenk)    | 1485        | Kartäuser                           | Aus der Kartause Buxheim; im Januar 1525 vom Rat als Prediger an der Frauenkirche zu Memmingen angestellt; nach dem Bauernkrieg entlassen, später wieder in Memmingen. Als Vertreter Memmingens auf der Berner Disputation. |
|      | Tilemann Schnabel                    | 1475        | Augustiner-Eremit                   | Eintritt ins Augustinerkloster Alsfeld, Studium in Wittenberg, dort 1515 promoviert, Provinzial der thüringischen Ordensprovinz. Klosteraustritt 1521; 1530 Superintendent in Alsfeld. |
|      | Johannes Schwan                      | 1485        | Franziskaner                        | Nach Studium in Köln um 1503 Eintritt in das Marburger Franziskanerkloster, 1522 in Wittenberg immatrikuliert; Klosteraustritt und Abfassung zweier Schriften, die diesen Schritt, an Luther orientiert, begründen. 1524–1526 Drucker in Straßburg. |
|      | Michael Stifel                       | 1487        | Augustiner-Eremit                   | |
|      | Blasius Stöckl                       |             | Kartäuser                           | Prior der Kartause Marienzell in Nürnberg, die er 1525 dem Nürnberger Stadtrat übergab. Bis auf den ältesten Mönch schlossen sich alle Nürnberger Kartäuser (neun Patres und vier Laienbrüder) der Reformation an. |
|      | Mihály Sztárai                       |             | Franziskaner                        | |
|      | Hans Tausen                          | 1494        | Johanniter                          | Mönch im Johanniterkloster Antvorskov bei Slagelse, zum Studium nach Kopenhagen, Rostock, Louvain und 1523/24 Wittenberg entsandt; danach als Parteigänger Luthers in Dänemark tätig. Wegen reformatorischer Predigten in Viborg 1525 aus dem Orden ausgewiesen. |
|      | Jean Vallière                        | 1483        | Augustiner-Eremit                   | Augustiner aus der Normandie, 1523 als „lutherischer“ Häretiker in Paris hingerichtet. |
|      | Wolfgang Volprecht                   |             | Augustiner-Eremit                   | Ab 1521 Prior in Nürnberg, übergab 1525 das Augustinerkloster an die Stadt und wurde evangelischer Pfarrer. |
|      | Hendrik Vos (Hendrik Voes)           |             | Augustiner-Eremit                   | Am 1. Juli 1523 als Häretiker in Brüssel auf dem Scheiterhaufen hingerichtet. |
|      | Peter Martyr Vermigli                | 1499        | Augustiner-Chorherr                 | 1514 Eintritt ins Augustiner-Chorherrenkloster Fiesole, 1518–1526 Studium in Padua, 1533 Abt des Klosters in Spoleto, seit 1537 im Kloster San Pietro ad Aram in Neapel, dort Kontakt mit den Spirituali um Juan de Valdés und Interesse für die Theologie Zwinglis. 1542 Flucht vor der Römischen Inquisition nach Straßburg, später in Oxford.                                                          |
|      | Johann Westermann                    | 1490        | Augustiner-Eremit                   | Prior im Augustinerkloster Lippstadt; Pfarrer in Hofgeismar. |
|      | Johannes Willing                     | 1525        | Augustiner-Chorherr                 | Mönch im Kloster Waldsee, 1545 Priesterweihe, danach Studium in Zürich und Wittenberg, Pfarrer u. a. in Ravensburg und Ulm; 1566 als kurpfälzischer Theologe auf dem Augsburger Reichstag. |
|      | Girolamo Zanchi (Hieronymus Zanchi)  | 1516        | Augustiner-Chorherr                 | 1531 Eintritt ins Augustiner-Chorherrenkloster Bergamo, ab 1541 in Lucca; unter dem Einfluss Vermiglis reformatorische Anschauungen. Flucht aus Italien, über Genf nach Straßburg. |
|      | Bernhard Ziegler                     | 1496        | Zisterzienser                       | 1521 kurzzeitig im Kloster Altzella entlassen; Anschluss an die Reformation, zuletzt Theologieprofessor in Leipzig. |
|      | Katharina von Zimmern                | 1478        | Benediktinerin                      | Letzte Äbtissin des Fraumünsterklosters Zürich, hob 1524 den Konvent auf und übergab das Kloster dem Stadtrat. |
|      | Heinrich von Zütphen                 | 1488        | Augustiner-Eremit                   | Als Augustiner aus einem niederländischen Kloster des Ordens (vermutlich Dordrecht) 1508 zum Studium in Wittenberg, dann in Köln und 1516 Prior des Klosters Dordrecht, 1520/21 wieder in Wittenberg und 1522 Prior in Antwerpen. 1522 als Reformator in Bremen. 1524 auf Betreiben des Dominikanerpriors von Meldorf, Augustinus Torneborch, verschleppt und ermordet.                                   |
|      | Gabriel Zwilling                     | 1487        | Augustiner-Eremit                   | Mönch im Wittenberger Kloster, während Luthers Wartburgaufenthalt Protagonist der Wittenberger Reformation, im November 1521 aus dem Konvent ausgetreten. |